# Amit a szív diktál
Az Amit a szív diktál (eredeti címén Porque el amor manda - Mert a szerelem parancsol) 2012 és 2013 között futott mexikói telenovella a Televisától. Főszereplői Blanca Soto, Fernando Colunga, Erick Elías, Claudia Álvarez, Jorge Aravena és Carmen Salinas. A sorozat 2012. október 8-án került adásba a Canal de las Estrellas csatornán. Magyarországon elsőként a TV2 tűzte műsorára 2013. március 4-én. 2013. november 22-én fejeződött be.

## Történet
|  | Alább a cselekmény részletei következnek! |

Jesús García felfedezi, hogy egykori barátnőjének hét évvel ezelőtt lánya született. Mivel a kislány kora alapján feltételezhető, hogy ő az édesapa, ezért visszatér Chicagóból Monterrey-be. Jesús-nak, hogy lányával tarthassa a kapcsolatot, állást kell találnia. Jelentkezését sorra elutasítják, de hamarosan találkozik Almával, aki titkárként alkalmazza.
|  | Itt a vége a cselekmény részletezésének! |

## Szereplők

### Főszereplők
| Színész(nő)         | Szerepnév                                   | Megjegyzés | Magyar hang            |
| ------------------- | ------------------------------------------- | --- | ---------------------- |
| Blanca Soto         | Alma Montemayor Mejía de Rivadeneira/García | Sebastián lánya, Jesús felesége, Luisa édesanyja, Avon területi igazgatója, Valentina mostohaanyja                              | Ruttkay Laura          |
| Fernando Colunga    | Jesús García                                | Valentina és Luisa édesapja, Alma férje, Rogelio volt a vetélytársa                                                             | Lux Ádám               |
| Erick Elías         | Rogelio Rivadeneira                         | Fernando testvére, Alma volt férje, Patricia férje, Fernandito édesapja, gyűlölte Jesús-t, Verónica volt szeretője              | Posta Victor           |
| Claudia Álvarez     | Verónica Hierro de ex Franco                | Valentina és Fernandito édesanyja, Elías volt felesége, szerelmes Jesúsba, Alma riválisa, Rogelio volt szeretője, Alma riválisa | Németh Borbála         |
| Jorge Aravena       | Elías Franco                                | Verónica volt férje, Valentina nevelőapja, Jesús barátja, kedvelte Patriciát és Maricelát, elutazott New Yorkba                 | Horváth-Töreki Gergely |
| Carmen Salinas      | Luisa "Chatita" Herrera                     | Jesús szomszédja és pótanyja, Pánfiló menyasszonya, Luisa és Valentina nagyanyja                                                | Pásztor Erzsi          |
| Ninel Conde         | Discua Paz de la Soledad                    | Titkárnő, szélhámos, Fernando első szerelme                                                                                     | Mezei Kitty            |
| Julissa             | Susana Arriaga                              | Titkárnő, Sebastian menyasszonya                                                                                                | Andresz Kati           |
| Alejandro Ávila     | Fernando Rivadeneira                        | Rogelio testvére, Xóchitl férje, legjobb barátja Jesús                                                                          | Kárpáti Levente        |
| Antonio Medellín    | Pánfilo Pérez                               | Maricela édesapja, Chatita vőlegénye’’                                                                                          | Perlaki István         |
| Kika Edgar          | Xóchitl Martínez de Rivadeneira/Natasha     | Titkárnő, szerelmes volt Jesúsba, Fernando felesége                                                                             | Kelemen Kata           |
| Violeta Isfel       | Maricela Pérez                              | Titkárnő, Pánfilo lánya, szerelmes Elíasba majd Ricardóba.                                                                      | Mohácsi Nóra           |
| María Elisa Camargo | Patricia Zorrilla de Rivadeneira            | Alma barátnője, Rogelio felesége, Fernandito mostohaanyja                                                                       | Zsigmond Tamara        |
| Darío Ripoll        | Lic. Oliverio Cárdenas                      | ügyvéd, Jessica férje | Háda János             |
| Beatriz Morayra     | Martha Ferrer/Marcia Ferrer                 | pszichológus, őrült nő, szerelmes Elíasba, Marcia ikertestvére/Martha ikertestvére, Ray fogadott anyja                          | Németh Kriszta         |
| Rubén Cerda         | Gilberto Godínez                            | a könyvelési volt osztály vezetője, szerelmes Ivonne-ba                                                                         | Mészáros András        |
| Ricardo Fastlicht   | Ricardo Bautista                            | könyvelő, szerelmes Maricelába                                                                                                  | Pella Levente          |
| Ricardo Margaleff   | Julio Pando                                 | könyvelő, szerelmes volt Xóchitlbe, Xóchitl barátja, Aida barátja                                                               | Joó Gábor              |
| María José Mariscal | Valentina García Hierro                     | Jesús és Verónica lánya, Elías nevelt lánya, Kiko barátnője                                                                     | Boldog Emese           |
| Ricardo Kleinbaum   | Malvino Guerra                              | maffiózó, Ury bűntársa |                        |
| Jeimy Osorio        | Jessica Reyes de Cárdénás                   | titkárnő, Cárdénás felesége | Madarász Éva           |

### Vendég- és mellékszereplők
| Színész(nő)         | Szerepnév            | Megjegyzés                                     | Magyar hang      |
| ------------------- | -------------------- | ---------------------------------------------- | ---------------- |
| Alejandro Peniche   | Baldomero            | Maximó testőre, Jesús barátja                  | Seder Gábor      |
| Juan Ignacio Aranda | Máximo Valtierra     | Orion igazgatója                               | Galbenisz Tomasz |
| Marco Corleone      | Ury Petrovsky        | maffiózó, Jesús rosszakarója                   | Varga Rókus      |
| Raúl Buenfil        | Lic. Cantú           | Rogelio ügyvédje és bűntársa, Domitila barátja | Kapácsy Miklós   |
| Sussan Taunton      | Delia Torres         | ügyésznő, Jesús segítője                       |                  |
| Luis Couturier      | Sebastian Montemayor | Alma édesapja, Susana vőlegénye                |                  |
| Mago Rodal          | Domitila             | Rogelio cselédje, Cantú barátnője              |                  |
| Yhoana Marell       | Minerva              | Elías majd Jesús cselédje                      |                  |
| Marilyz León        | Raymunda             | Valentina barátnője, Chatita szomszédja        |                  |
| Andrea Torre        | Aida Biachi          | titkárnő, Jesús segítője, Julio barátnője      |                  |

## Korábbi verzió
A 2011-ben készült kolumbiai El secretario Juan Pablo Espinosa és Stephanie Cayo főszereplésével.

## Nemzetközi bemutató
| Ország                    | Csatorna               | Első rész          | Utolsó rész        | Megjegyzés             |
| ------------------------- | ---------------------- | ------------------ | ------------------ | ---------------------- |
| Mexikó                    | Canal de las Estrellas | 2012. október 8.   |                    | hétfő-péntek, 20:15    |
| Puerto Rico               | Univision              | 2012. december 10. |                    | hétfő-péntek, 19:00    |
| Ecuador                   | Teleamazonas           | 2013. január 30.   |                    | hétfő-péntek, 20:45    |
| Lengyelország             | TV4                    | 2013. március 4.   |                    | hétfő-csütörtök, 19:00 |
| Amerikai Egyesült Államok | Univision              | 2013. március 11.  |                    | hétfő-péntek, 20:00    |
| Magyarország              | TV2                    | 2013. március 4.   | 2013. november 22. | hétfő-péntek           |

## Fordítás
- Ez a szócikk részben vagy egészben  a   Porque el amor manda című angol Wikipédia-szócikk fordításán alapul.  Az eredeti cikk szerkesztőit annak laptörténete sorolja fel. Ez a jelzés csupán a megfogalmazás eredetét és a szerzői jogokat jelzi, nem szolgál a cikkben szereplő információk forrásmegjelöléseként.